# MS Queen Elizabeth
MS Queen Elizabeth je výletní lodí společnosti Cunard Line. Postavena byla v letech 2009-2010 italskou loděnicí Fincantieri. Pokřtěna byla v říjnu 2010 samotnou královnou Alžbětou II. Její sesterské lodě jsou Queen Mary 2 a Queen Victoria.